# Hajdučko srce
Hajdučko srce nagrada je navijača nogometnog kluba Hajduk iz Splita, Torcide, kojim oni nagrađuju onog klupskog igrača koji je tijekom sezone pokazao najborbeniju i najpožrtvovniju igru, te zapravo - borbeno Hajdučko srce. Nagrada se dodjeljuje od sezone 1993./94., a dosad se sedam puta, 2006., 2009., 2015., 2016., 2018., 2019., 2020. i 2021. godine, dogodilo da ta nagrada ne pripadne nikome, jer je, prema Torcidi, nitko nije zaslužio.
Dosadašnji dobitnici nagrade Hajdučko srce
- 1993./94. - Ante Miše
- 1994./95. - Nenad Pralija
- 1995./96. - Nenad Pralija
- 1996./97. - Tonči Gabrić
- 1997./98. - Josip Skoko
- 1998./99. - Darko Miladin
- 1999./00. - Stipe Pletikosa
- 2000./01. - Ivan Bošnjak
- 2001./02. - Stipe Pletikosa
- 2002./03. - Darijo Srna
- 2003./04. - Dean Računica
- 2004./05. - Vladimir Balić
- 2005./06. - nije dodijeljena
- 2006./07. - Mirko Hrgović
- 2007./08. - Drago Gabrić
- 2008./09. - nije dodijeljena
- 2009./10. - Senijad Ibričić
- 2010./11. - Tomislav Ivić (postumno)
- 2011./12. - Omladinska škola
- 2012./13. - Goran Jozinović
- 2013./14. - Mario Pašalić
- 2014./15. - HNK Hajduk dobio nagradu “Hajdučki potez” za neizlazak na utakmicu s Dinamom
- 2015./16. - nije dodijeljena[1]
- 2016./17. - Ante Erceg
- 2017./18. - nije dodijeljena
- 2018./19. - nije dodijeljena
- 2019./20. - nije dodijeljena
- 2020./21. - nije dodijeljena
- 2021./22. - Marko Livaja